# 波爾托羅日
波爾托羅日是位於斯洛維尼亞西南部的一座濱海城市。自19世紀後期開始，波爾托羅日開始發展為一座度假城市。20世紀初期時，波爾托羅日已經發展為歐洲最重要的療養都市之一。現在波爾托羅日仍然是斯洛維尼亞的主要觀光都市。

## 外部連結
- Official homepage
- Portorož on Geopedia （页面存档备份，存于）